# Durian właściwy
Durian właściwy (Durio zibethinus Murray) – gatunek rośliny z rodziny ślazowatych Malvaceae, umieszczany w różnych systemach także w wełniakowatych (Bombacaceae) i Durionaceae. Pochodzi z Indonezji, ale uprawiany jest także w większości krajów Azji Południowo-Wschodniej. 

## Morfologia
PokrójDrzewo o wysokości 30–40 m.
LiścieEliptycznolancetowate, całobrzegie.
KwiatyZebrane w 3–30-kwiatowe dość duże kwiatostany. Mają niezbyt przyjemny zapach. Składają się z kieliszka pękającego na 2–4 łatki, 4–6-działkowego, dzwonkowatego kielicha, białej lub żółtawej, 4–5-płatkowej korony, 1 słupka i licznych pręcików dołem zrośniętych w rurkę, wyżej zaś tworzących kilka wiązek.
OwocZwany durianem. Ma kształt owalny, do 40 cm długości i wadze do 4 kg, pokryty zieloną grubą skórką z kolcami. Charakterystyczny jest niezwykle intensywny (nieprzyjemny) zapach i wykwintny smak. Nazwa owocu pochodzi od malajskiego słowa duri oznaczającego kolec. Wewnątrz zielonego owocu, czasem przechodzącego w czerwień, znajduje się kremowy jasny miąższ. Owoc rośnie na wysokich drzewach osiągających nawet do 40 m. Spadający kolczasty owoc może zranić lub nawet zabić, dlatego uważany jest za „najniebezpieczniejszy owoc świata”.

## Zastosowanie

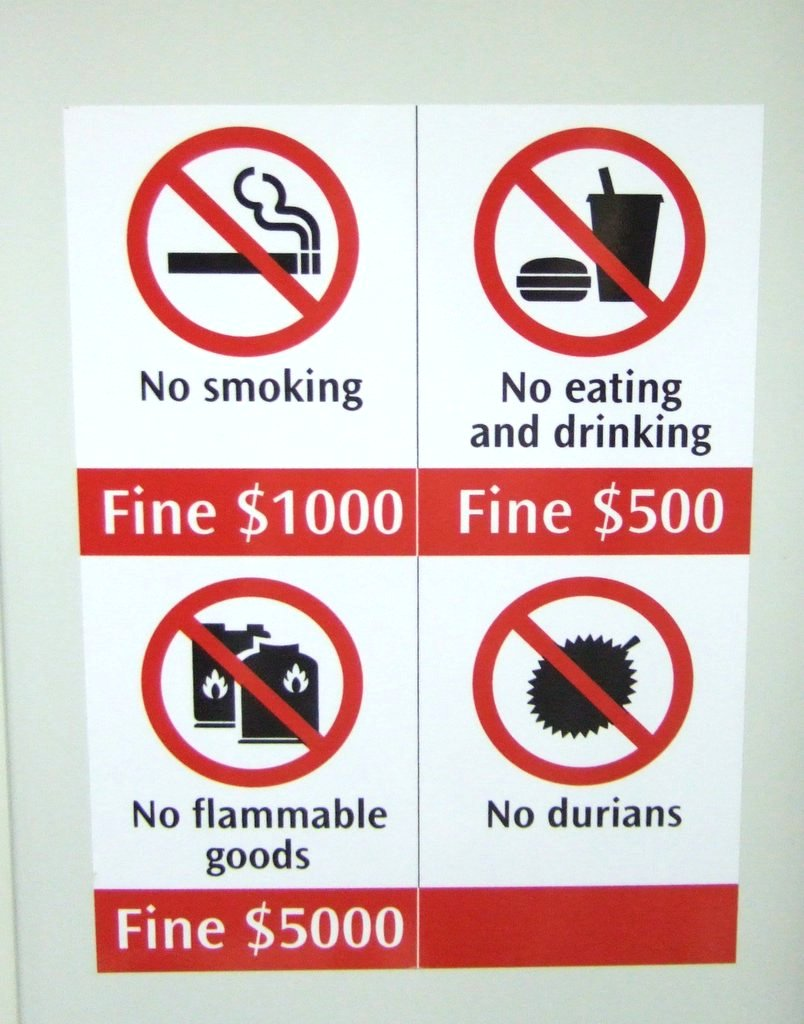
Znak zakazu wnoszenia durianów do singapurskiego metra

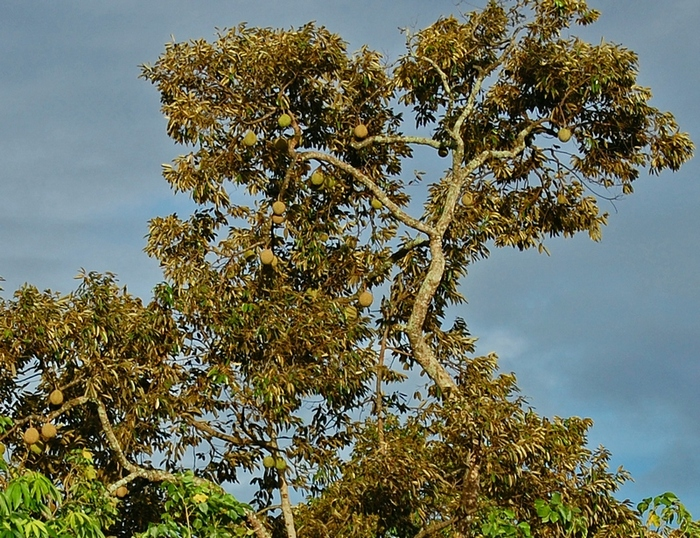
Pokrój

Sztuka kulinarnaDurian wykorzystywany jest przede wszystkim w kuchni, gdzie oprócz spożywania na surowo jest również gotowany i smażony. Przyrządza się z niego pastę, lody, a także rodzaj koktajlu przygotowywanego na bazie mleczka kokosowego. Mimo nieprzyjemnego zapachu w krajach Azji uchodzi za wyjątkowy przysmak. Jego smak można określić jako mieszaninę smażonego czosnku czy cebuli, śmietankowego sera i migdałów. Sprzedawany jest na ulicznych bazarach, gdzie jest również najczęściej na miejscu zjadany. W przypadku pobrudzenia ubrania jego ostry, odurzający zapach utrzymuje się jeszcze przez wiele godzin i z tego powodu nie wolno go spożywać w pomieszczeniach publicznych czy środkach komunikacji miejskiej. Nie wolno także przechowywać go w niektórych hotelach i zabierać na pokład samolotów niektórych linii lotniczych.
Biorąc pod uwagę jego wielkość, a przede wszystkim wyjątkowy smak, nazywany jest także „królem owoców”.
Roślina leczniczaW tradycyjnej medycynie sok z liści duriana jest wykorzystywany przeciwko gorączce.
Surowiec drzewnyDrewno z drzewa duriana ostatnio zyskuje na popularności w meblarstwie oraz w produkcji egzotycznych podłóg. Drewno to jest stosunkowo lekkie, wytrzymałe i ma duże walory dekoracyjne.